# BGM-71 TOW
BGM-71 TOW là một loại tên lửa điều khiển chống tăng được chế tạo lần đầu vào năm 1970 và thử nghiệm trong Chiến tranh Việt Nam.
BGM-71 TOW là loại được sử dụng rộng rãi nhất trong số những loại tên lửa chống tăng do Mỹ chế tạo. Loại tên lửa này liên tục được nâng cấp và sẽ vẫn được nhiều nước sử dụng ít nhất cho tới hết thập niên 2020.

## Lịch sử hoạt động
Ngày 24 tháng 4 năm 1972, Đội TOW Chiến đấu trên không số 1 của Hoa Kỳ đã đến miền Nam Việt Nam; nhiệm vụ của nhóm là thử nghiệm tên lửa chống tăng mới trong điều kiện chiến đấu. Trong lần thử nghiệm đầu tiên vào ngày 2/5/1972 tại An Lộc, trực thăng UH-1 Huey của Quân đội Hoa Kỳ bắn TOW đã phá hủy 1 xe tăng hạng nhẹ M41 do quân đội Nhân dân Việt Nam thu giữ được trước đó. Ngày 9 tháng 5 năm 1972 tại chiến trường Bắc Tây Nguyên, đơn vị thử nghiệm đã dùng TOW gắn trên xe tiêu diệt được 3 xe tăng PT-76 của Quân đội Nhân dân Việt Nam. Đến cuối tháng 5, đơn vị thử nghiệm BGM-71 TOW gắn trên xe hoặc trên trực thăng vũ trang AH-1 Cobra đã diệt được 24 xe tăng hoặc xe vận tải của đối phương.
Ngày 19 tháng 8, Trung đoàn 5, Sư đoàn 2 bộ binh VNCH đã chạy khỏi Căn cứ Hỏa lực Ross tại Thung lũng Quế Sơn, cách Đà Nẵng 48 km về phía Tây Nam do cuộc tấn công của Sư đoàn 711 QĐNDVN. Hàng chục tên lửa TOW cùng với các thiết bị bị bỏ lại và rơi vào tay Quân đội Nhân dân Việt Nam. Điều này có thể đã dẫn tới việc lộ bí mật công nghệ vào tay Liên Xô.

## Biến thể
‎Raytheon‎‎ đã tiếp quản Hughes trong những năm gần đây, và hiện đang xử lý sản xuất tất cả các biến thể hiện tại, cũng như phát triển TOW.‎
| Designation      | Description                                                                          | Length                                        | Diameter | Wingspan | Launch weight | Warhead                 | Armor penetration (est.)          | Range                | Speed   |
| ---------------- | ------------------------------------------------------------------------------------ | --------------------------------------------- | -------- | -------- | ------------- | ----------------------- | --------------------------------- | -------------------- | ------- |
| XBGM-71A/BGM-71A | Hughes Tube launched Optically tracked Wire command link guided (TOW) Missile        | 1.16 m                                        | 0.152 m  | 0.46 m   | 18.9 kg       | 3.9 kg (2.4 kg HE) HEAT | 430 mm (exact value)              | 65–3.750 m (2,33 mi) | 278 m/s |
| BGM-71B          | BGM-71A variant; improved range                                                      | 1.16 m                                        | 0.152 m  | 0.46 m   | 18.9 kg       | 3.9 kg (2.4 kg HE) HEAT | 430 mm (exact value)              | 65–3.750 m (2,33 mi) | 278 m/s |
| BGM-71C          | BGM-71B variant; Improved TOW (ITOW) w/ improved shaped-charge warhead               | 1.41 m (probe extended) 1.17 m (probe folded) | 0.152 m  | 0.46 m   | 19.1 kg       | 3.9 kg (2.4 kg HE) HEAT | 630 mm (exact value)              | 65–3.750 m (2,33 mi) | 278 m/s |
| BGM-71D          | BGM-71C variant; TOW-2, improved guidance, motor and enlarged main warhead           | 1.51 m (probe extended) 1.17 m (probe folded) | 0.152 m  | 0.46 m   | 21.5 kg       | 5.9 kg (3.1 kg HE) HEAT | 900 mm                            | 65–3.750 m (2,33 mi) | 278 m/s |
| BGM-71E          | BGM-71D variant; TOW-2A optimized to defeat reactive armor with tandem warheads      | 1.51 m (probe extended) 1.17 m (probe folded) | 0.152 m  | 0.46 m   | 22.6 kg       | 5.9 kg (3.1 kg HE) HEAT | 900 mm (behind a layer of ERA)    | 65–3.750 m (2,33 mi) | 278 m/s |
| BGM-71F          | BGM-71D variant; TOW-2B top-down attack variant using explosively formed penetrators | 1.168 m                                       | 0.152 m  | 0.46 m   | 22.6 kg       | 6.14 kg EFP             | no data                           | 200–4.500 m (2,8 mi) | 278 m/s |
| BGM-71G          | BGM-71F variant; different AP warhead; not produced                                  | no data                                       | 0.152 m  | 0.46 m   | no data       | no data                 | no data                           | no data              | 278 m/s |
| BGM-71H          | BGM-71E variant; "bunker buster" variant for use against fortified structures        | no data                                       | 0.152 m  | 0.46 m   | no data       | no data                 | 200 mm double reinforced concrete | 65–4.200 m (2,6 mi)  | 278 m/s |

While the original armor penetration estimates were 600 mm for BGM-71A/B and 700–800 mm for BGM-71C, a now declassified CIA study shows the true penetration values against a vertical target are much lower—just 430 mm for the BGM-71A/B TOW and 630 mm for the BGM-71C Improved TOW.
Time to target at maximum range is 20 seconds therefore giving an average speed of 187.5 m/s.

## Các nước sử dụng

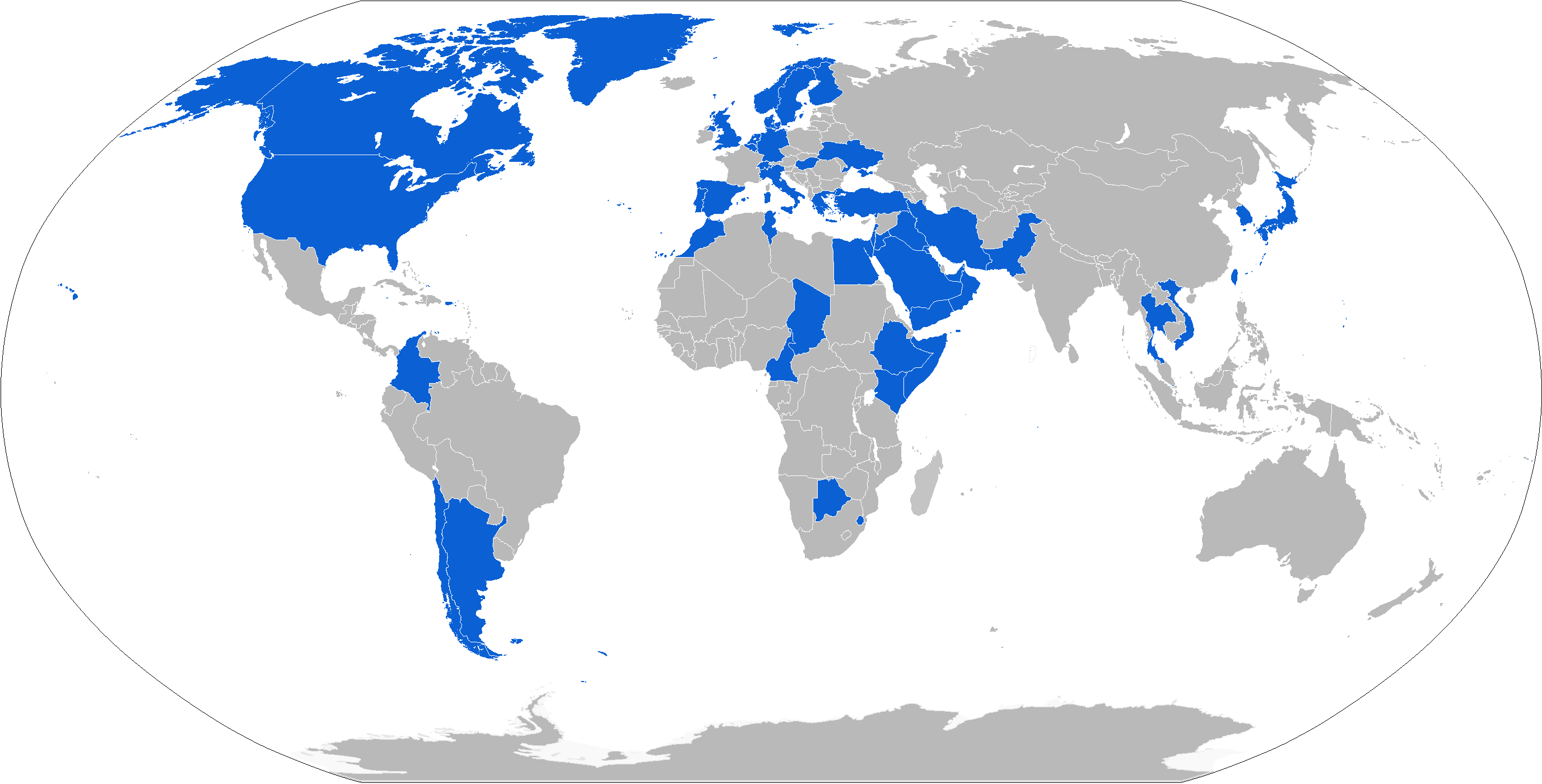
Map with BGM-71 operators in blue

### Current
- Afghanistan
- Argentina
- Bahrain
- Bỉ: AgustaWestland AW109 A109 AH(L)-TOW helicopter only
- Botswana
- Cameroon[9]
- Canada: 147 launchers in service in 2000[10]
- Croatia
- Chile
- Tchad
- Colombia
- Đan Mạch
- Ai Cập: Produced under license[11]
- Eswatini
- Ethiopia
- Phần Lan[12]
- Free Syrian Army
- Hungary
- Đức
- Hy Lạp
- Iran: Local production under the name "Toophan" (طوفان)
- Iraq: Iranian version[13]
- Israel
- Ý: Total of 432 launchers. 5,000 BGM-71 missiles and 130 launchers delivered in 1974; 10,000 missiles delivered in 1976–1978; 2,311 ITOWs delivered in 1982–1984; 6,629 BGM-71C ITOWs delivered in 1986–1989 for $67 million (of which 1,239 were practice missiles); 1,440 BGM-71D TOW2s for A129 Mangusta delivered in 1990–1996
- Nhật Bản
- Jordan
- Kenya[14]
- Kuwait
- Liban: most carried by Humvee
- Luxembourg
- México
- Maroc: 70 launchers in service;[15] 1,200 BGM-71-4B-RF TOW 2A RF missiles on order, approved for export on 8 December 2016[16]
- Na Uy
- Oman[17]
- Pakistan[18]
- Philippines[19]
- Bồ Đào Nha
- Ả Rập Xê Út
- Singapore
- Somalia
- South Korea: To be replaced by Raybolt. Still used in MD 500 Defender
- Tây Ban Nha
- Thụy Điển
- Thụy Sĩ
- Taiwan[17]
- Thái Lan
- Tunisia
- Thổ Nhĩ Kỳ
- UAE
- United States
- Việt Nam
- Yemen

### Former
- Islamic State[20]
- Hà Lan: The decision to replace the M47 Dragon (in use with reconnaissance units) and TOW (in use with mechanized infantry) with the "Gill MRAT"[21] was made in 2001, with deliveries expected in 2002.[22] The first Gill MRAT was actually issued in 2004 to the Regiment van Heutsz.[23]
- Anh Quốc: Operated from Army Air Corps Westland Lynx helicopters